# Procladius maculosus
Procladius maculosus är en tvåvingeart som beskrevs av Freeman 1955. Procladius maculosus ingår i släktet Procladius och familjen fjädermyggor. Inga underarter finns listade i Catalogue of Life.